# 茶摘み
「茶摘み」（ちゃつみ）は、日本の唱歌。文部省唱歌。作詞作曲ともに不詳。オリジナルの曲名は「茶摘」である。摘という字は小学校で教えないので教科書では「茶つみ」と表記している。

## 概要
初夏に見られる茶摘みの光景を歌った歌である。
1912年（明治45年）に刊行された『尋常小学唱歌 第三学年用』が初出。2007年に「日本の歌百選」に選定された。
また、小児が2人組で向かい合って行う、「せっせっせーのよいよいよい」で始まる手遊び歌としてもしばしば用いられる。この手遊びでの繰り返しの動作は、茶葉を摘む手つきを真似たものとも言われる。
グレッグ・アーウィンによる英訳詞「Picking Tea Leaves」が存在し、アーウィン自身の歌唱により1997年4月21日発売のアルバム『ハッピー・チャイルド!〜英語でうたおう　こどものうた　みんなのうた〜』、1999年発売のアルバム『英語でうたう日本の童謡2』（共にビクターエンタテインメントから発売）に収録された。

## 歌詞の由来
1・2番とも、第3・4節は京都府綴喜郡宇治田原村（現：宇治田原町）に伝わる茶摘み歌「向こうに見えるは茶摘みじゃないか。あかねだすきに菅の笠」、「お茶を摘め摘め摘まねばならぬ。摘まにゃ田原の茶にならぬ」から取られたのではないかという説がある。
また、宇治田原町において伝承・記録されている茶摘み歌には該当する歌詞はないとする説もある。

## 各地の茶摘み歌
宇治の周辺地域には、唱歌の歌詞と類似点を持つ茶摘み歌が伝承されている。
京都府宇治市「茶摘み歌」「あれに見えるは茶摘みぢゃないか 茜襷に菅の傘」
京都府相楽郡和束町「茶摘み歌」「お茶を摘め摘め摘まねばならぬ 摘まにゃ和束の茶にならぬ」
奈良県奈良市「田原の茶摘み歌」「摘まにゃ田原の茶にならぬ」
滋賀県大津市「田上の茶摘み歌」「摘まにゃ日本の茶にならぬ」

## 茜襷に菅の笠

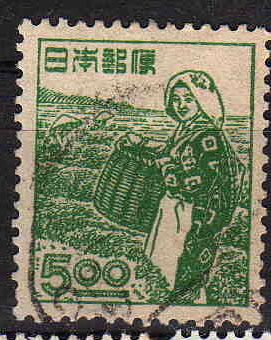
茶摘5円切手（1949年発行）

最後の一節にあるように、茶を摘む際には茜の襷を掛けて行われる。
茜は、止血剤として知られている。素手の作業ゆえ、指先に怪我をしやすい茶摘みという作業に際して、襷の茜成分を擦り込みながら作業を継続するという先人の知恵がこの装束にあると、大津市無形文化財である草木染名人の三代目太田藤三郎は分析している。

## 編曲
- 茶々摘み、茶摘み - 川田千春の編曲。『おもしろ変奏曲にアレンジ! 〜童謡唱歌〜』（ヤマハミュージックメディア）に掲載。
- 国際茶摘みフェスティバル - 春畑セロリの編曲。『おもしろ変奏曲にアレンジ! 〜日本のうた〜』（ヤマハミュージックメディア）に掲載。

## 替え歌
1976年4月にスタートした『ヒット'76〜'79』では、『茶摘み』の替え歌がテーマソングとして使われた。
2002年に発売されたシングル『お茶犬のうた』のカップリングに、『茶摘み』の替え歌『お茶っ茶お茶犬』（作詞：もりちよこ、編曲：宮本光雄、歌：お茶犬シンガーズ）が収録。2003年にアニメ「お茶犬」エンディングテーマとして起用された。